# Force
Force là một đô thị ở tỉnh Ascoli Piceno ở vùngMarche, cách khoảng 70 km về phía nam của Ancona và khoảng 15 km về phía tây bắc của Ascoli Piceno. Đến thời điểm ngày 31 tháng 12 năm 2004, đô thị này có dân số là 1.565 người và diện tích là 34,2 km².
Force giáp các đô thị: Comunanza, Montefalcone Appennino, Montelparo, Palmiano, Rotella, Santa Vittoria in Matenano, Venarotta.